# Lemurella
Lemurella là một chi thực vật có hoa trong họ, Orchidaceae.